# Tokyo Dome
Il Tokyo Dome, in giapponese Tōkyō Dōmu (東京ドーム?), è uno stadio polifunzionale situato a Tokyo, in Giappone, nel quartiere speciale Bunkyō. Inaugurato nel 1988, e costato 35 miliardi di Yen, può ospitare 55000 persone.

## Storia
È dedicato principalmente al baseball, e sin dalla sua apertura ospita le partite casalinghe degli Yomiuri Giants, una delle principali squadre nipponiche. Fino al 2004 è stato anche lo stadio casalingo degli Hokkaido Nippon-Ham Fighters, prima che questi si trasferissero nel nuovo impianto Sapporo Dome, ad Hokkaidō. All'interno dello stadio ha anche sede la Hall of fame del baseball giapponese.
Oltre al baseball, lo stadio ospita anche partite di basket, calcio e football americano (dal 1990 è sede del Rice Bowl), oltre ad incontri del torneo K1 di kickboxing ed esibizioni di arti marziali miste e di wrestling giapponese (puroresu). Vi si svolgono inoltre annualmente numerosi concerti ed eventi musicali.
Il Tokyo Dome ha rimpiazzato il preesistente Korakuen Stadium, che era situato pressappoco nella stessa area. L'edificio fa parte di un complesso ricreativo, indicato globalmente come Tokyo Dome City, che ospita, oltre allo stadio, anche altri spazi sportivi (come arene per arti marziali e corse di cavalli), un hotel e un'area divertimento chiamata LaQua composta da una serie di strutture per il tempo libero (palestre, spa, centro commerciale) e il parco di divertimenti Tokyo Dome City Attractions.
Gli U2 vi conclusero lo ZooTV Tour (1992-93) con due concerti il 9 e 10 dicembre 1993. Kylie Minogue vi tenne un concerto nel 1989, all'inizio della sua carriera, all'interno del Disco in Dreams Tour. Il 12, 14, 17, 19, 22, 24, 30 e 31 dicembre 1992 ospitò Michael Jackson. I Guns N' Roses tennero sei concerti allo stadio giapponese con il loro Use Your Illusion Tour. Mariah Carey tenne nove concerti al Tokyo Dome tra il 1996 e il 2000 in occasione dei suoi Daydream World Tour, Butterfly World Tour e Rainbow World Tour. Whitney Houston vi si esibì in due concerti all'interno del Pacific Rim Tour nel maggio 1997. Céline Dion vi si esibì due volte in occasione del suo Let's Talk About Love Tour nel 1999, altre due volte in occasione del Taking Chances Tour nel 2008 e una volta, il 26 ottobre 2018, in occasione del suo Tour 2018. Il 25 aprile 2002 lo stadio giapponese ospitò Britney Spears con l'unica tappa asiatica del suo Dream Within a Dream Tour. Nel 2008 i KAT-TUN vi hanno tenuto concerti per otto giorni di fila, un record per il Tokyo Dome.
Il 5 e 6 giugno 2007 i Red Hot Chili Peppers si sono esibiti nel loro Stadium Arcadium World Tour. Nel maggio 2015 lo stadio ha ospitato per la prima volta Taylor Swift, che ha tenuto i primi due concerti del suo The 1989 World Tour. Il 4 dicembre 2019 lo stadio ha ospitato per la prima volta le Blackpink in occasione del loro Blackpink World Tour in Your Area.
Il 26 febbraio 2023 per la prima volta all'interno del Tokyo Dome è stata allestita una pista di pattinaggio su ghiaccio per ospitare lo show da solista GIFT del due volte campione olimpico Yuzuru Hanyu, che si è esibito accompagnato dalle musiche della Tokyo Philharmonic Orchestra.
L'8 e il 9 aprile 2023 lo stadio ha ospitato nuovamente il girl group delle Blackpink per il loro Born Pink World Tour. Nel 2025 vi si è svolta l'ultima tappa del tour Kenshi Yonezu 2025 TOUR / JUNK di Kenshi Yonezu.